# 示范性高中
示范性高中全称“示范性普通高中”，是中国大陆的各地教育主管部门因政策原因停止授予“重点中学”称号以后，对各地优质高中授予的新称号。各地对“示范性高中”的称号略有不同，如北京市称作“高中示范校”、上海市称作“实验性、示范性高中”等。各地教育主管部门根据申报的中学进行考核，通过者授予“示范性高中”称号。示范性高中和原“重点中学”一样，有国家级、省级、地市级、区县级等不同的级别。一般而言，级别越高，学校的办学质量就越好。

## 省级示范性高中名单
| 省、市、自治区 | 名单 |
| -------------- | --- |
| 北京市         | 北京市示范高中列表（四批）                                                                                     |
| 天津市         | 天津市首批示范性高中名单                                                                                       |
| 上海市         | 上海市实验性示范性高中列表（五批共53所）                                                                       |
| 重庆市         | 重庆市重点中学列表                                                                                             |
| 辽宁省         | 辽宁省首批示范性普通高中名单 辽宁省2003年度示范性普通高中名单（第二批） 辽宁省2011年确定的省示范性普通高中名单 |
| 吉林省         | 吉林省示范性普通高中列表（省级，2005年，39所）                                                                 |
| 黑龙江省       | 黑龙江省示范性普通高中名单                                                                                     |
| 江苏省         | 江苏省四星级高中列表                                                                                           |
| 安徽省         | 安徽省示范性普通高级中学名单                                                                                   |
| 福建省         | 福建省一级达标高中、福建省示范性普通高中                                                                       |
| 广东省         | 全省：第一批广东省国家级示范性普通高中学校名单 广州市：广州市示范性普通高中列表                                |
| 湖南省         | 湖南省示範性普通高級中學列表                                                                                   |
| 湖北省         | 湖北省示範中學列表                                                                                             |
| 河南省         | 河南省示范性普通高中列表                                                                                       |
| 河北省         | 河北省省级示范性高中名单（截止到2018年7月26日共160所）                                                         |
| 山西省         | 山西省示範高中列表                                                                                             |
| 陕西省         | 陕西省普通高中示范性学校列表                                                                                   |
| 宁夏回族自治区 | 宁夏回族自治区普通高中一级示范性学校列表                                                                       |
| 广西壮族自治区 | 广西壮族自治区示范性普通高中（三批）                                                                           |
| 贵州省         | 贵州省省级示范性高中名单                                                                                       |
| 甘肃省         | 甘肃省三十六所省级示范性高中名单                                                                               |
| 四川省         | 四川省一级示范性普通高级中学列表                                                                               |
| 云南省         | 云南省一级普通高级中学                                                                                         |
| 江西省         | 江西省重点中学列表                                                                                             |